# Melanose
A melanose é uma forma de hiperpigmentação associada ao aumento da melanina.
Também pode referir-se a:
- Melanismo
- Melanose ocular
- Melanose do fumante
- Melanose oral
- Melanose de Riehl